# Athyreus championi
Athyreus championi es una especie de coleóptero de la familia Geotrupidae.

## Distribución geográfica
Habita en Panamá, Costa Rica y Ecuador.